# Harpstedter Forsthaus
Das Harpstedter Forsthaus  in Harpstedt, Amtsfreiheit 5, stammt von 1784. Das Haus dient heute als Begegnungsstätte des Ortes.
Das Gebäude steht unter Denkmalschutz (Siehe auch Liste der Baudenkmale in Harpstedt).

## Geschichte
Harpstedt wurde 1203 erstmals urkundlich erwähnt als Harpenstede.
Das eingeschossige barocke traufständige verputzte Fachwerkhaus mit einem Krüppelwalmdach und dem späteren prägenden Dachhaus über dem mittigen Eingang wurde 1784 für die Forstverwaltung gebaut. Markanter alter Baumbestand umgibt das Gebäude.
Die Samtgemeinde Harpstedt richtete eine Begegnungsstätte mit Café in dem Haus ein. Nach einem Brand um 2010 wurde es saniert und zwei Wohnungen im Obergeschoss eingebaut.
In dem Haus wirkt die Guttempler Selbsthilfegruppe – Gemeinschaft „Altes Forsthaus“.